# 大西昭彦
大西 昭彦（おおにし あきひこ、1961年3月14日 - ）は日本の詩人、ジャーナリスト、映像プロデューサー。兵庫県出身。

## 経歴
同志社大学卒業、神戸大学大学院博士課程前期修了。新聞社等をへて、1991年独立。

ユーゴスラビア内戦、阪神・淡路大震災をはじめ舞踏団「白虎社」中南米公演等を取材。雑誌等にて執筆多数。2015年公開の映画『劇場版 神戸在住』を企画プロデュース、ほかドキュメンタリー番組等を手がける。2021年朝日新聞「あるきだす言葉たち」欄で紹介される。関西国際大学（前・神戸山手大学）非常勤講師（2016-)。

## 受賞
2007年第18回日本海文学大賞（詩部門）を受賞（佐々林名義）。同年第16回詩と思想新人賞入選。2008年こうべ市民文芸最優秀賞を受賞。2009年詩集『太陽と砂』出版。2024年第25回白鳥省吾賞最優秀賞を受賞。

## 著書
- 詩集「楕円形の森」（澪標、2021年）
- 詩集「狂った庭」（澪標、2019年）
- 「夏祭りの戯れ」 （東方出版、2018年）
- 詩集「太陽と砂」　(名義・佐々林、太陽書房、2009年)
- 「相談師」（共著、プラネット・ジ・アース、2009年）
- 「神戸・都市経営の崩壊」（共著、ダイヤモンド社、2001年）